# World Service
World Service is een album van Delirious? dat in 2003 uit kwam.

## Tracks
1. Grace Like a River - 4:06
2. Rain Down - 4:51
3. God in Heaven - 4:28
4. Majesty (Here I Am) - 5:31
5. Inside Outside - 5:41
6. Free - 3:59
7. Everyone Knows - 4:30
8. With You - 4:36
9. Mountains High - 3:55
10. I Was Blind - 5:52
11. Feel It Coming On - 5:10
12. Every Little Thing - 4:34